# Brasserie à Vapeur

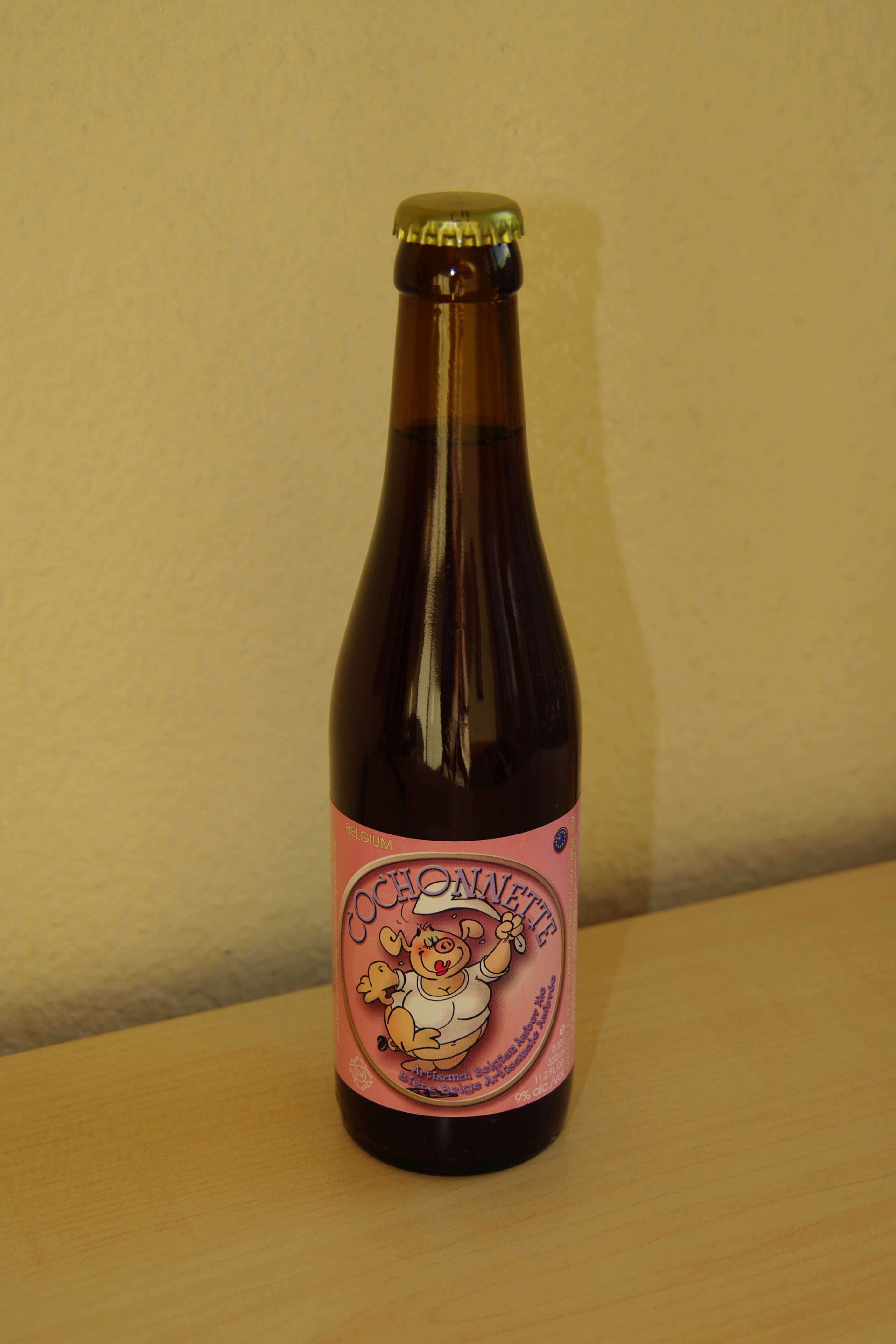
Vapeur Cochonnette

Brasserie à Vapeur ('Stoombrouwerij') is een Belgische bierbrouwerij, gevestigd in Pipaix nabij Leuze. Deze brouwerij maakt gebruik van een stoommachine die dateert uit de 18e eeuw. De originele brouwerij werd geopend in 1785. Ze werd in 1984 heropend door Jean-Louis Dits en zijn echtgenote Sittelle.

## Historiek
De brouwerij werd geopend in 1785. Rond 1800 erfde Cornil Cuvelier de brouwerij. Hij stierf echter jong en zijn zoon nam de zaak over. In 1890 werd de brouwerij geschat op een waarde van 45.000 Belgische francs. De brouwerij bediende vooral de gemeenten in de omgeving.
In 1903 werd de brouwerij overgenomen door de weduwe van Joseph Ferdinant. In 1914 eiste de Duitse bezetter alle metalen op voor hun oorlogsindustrie, en zij probeerden de stoommachine te verwijderen uit de brouwerij, maar ze geraakten enkel weg met een koperen brouwketel. In 1926 kon de brouwerij haar productie hervatten, na de nodige heropbouwingswerken en nadat er nieuw materiaal was aangekocht.
In 1930 probeerde de schoonzoon van Joseph Ferdinant, Gaston Biset, om terug aan te knopen met de traditie van de Cuveliers. Hij brouwde enkele nieuwe bieren zoals Cuver-Ale en Biss. De Tweede Wereldoorlog liet de brouwerij ongemoeid. Gaston Biset bleef aan de leiding van de brouwerij tot 1983.
In 1984 namen Jean-Louis Dits en zijn echtgenote Sittelle de brouwerij over, en restaureerden haar waarbij ze de stoommachine in bedrijf hielden, hetgeen de naamkeuze verklaart: het is de laatste operationele 18e-eeuwse brouwerij.
De Belgische cartoonist Louis-Michel Carpentier tekende de labels van de flessen.

## Soorten
De Brasserie à Vapeur brouwt volgende bieren:
- Saison de Pipaix
- Vapeur en Folie
- Vapeur Cochonne - Cochonnette
- Vapeur Légère